# نهر بن عربيد (حسيني)
نهر بن عربيد (بالفارسية: نهرابن عربید) هي منطقة سكنية تقع في إيران في محافظة خوزستان. يقدر عدد سكانها بـ 89 نسمة بحسب إحصاء 2016.